# رم (جورجیا)
رم، جورجیا (به انگلیسی: Rome, Georgia) یک شهر در ایالات متحده آمریکا با جمعیت ۳۶٬۳۰۳ نفر است که در شهرستان فلوید واقع شده‌است.

## نگارخانه

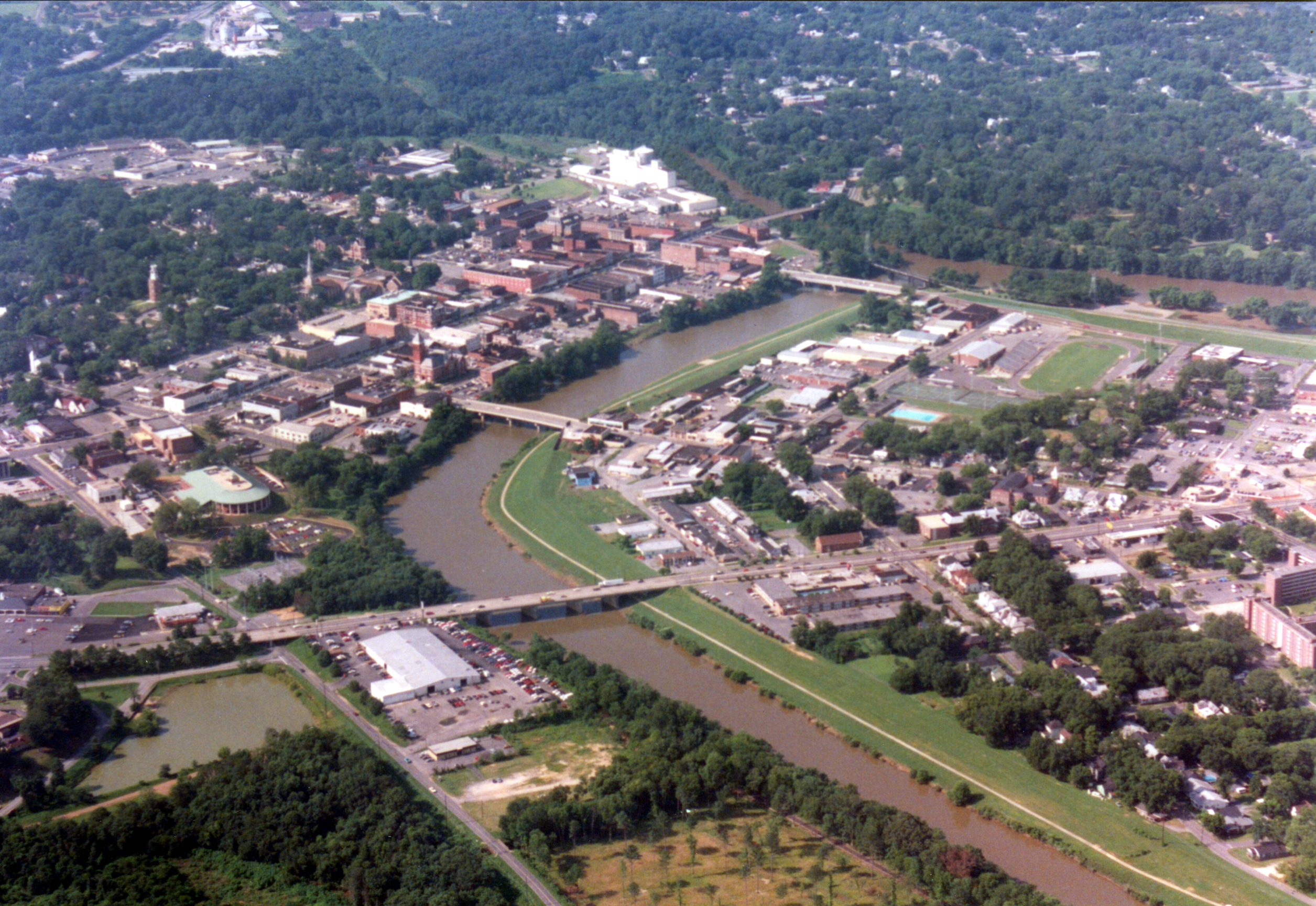
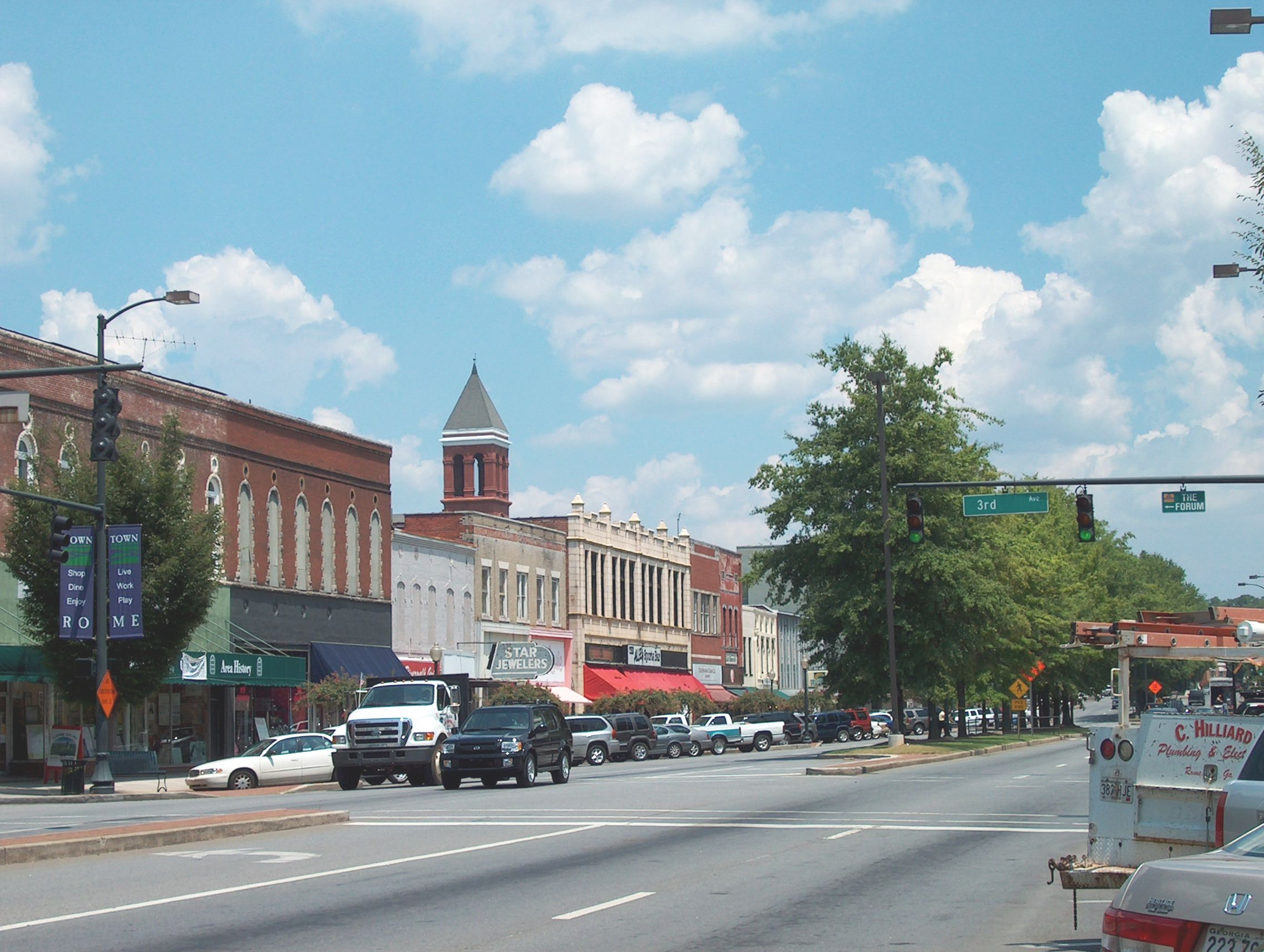
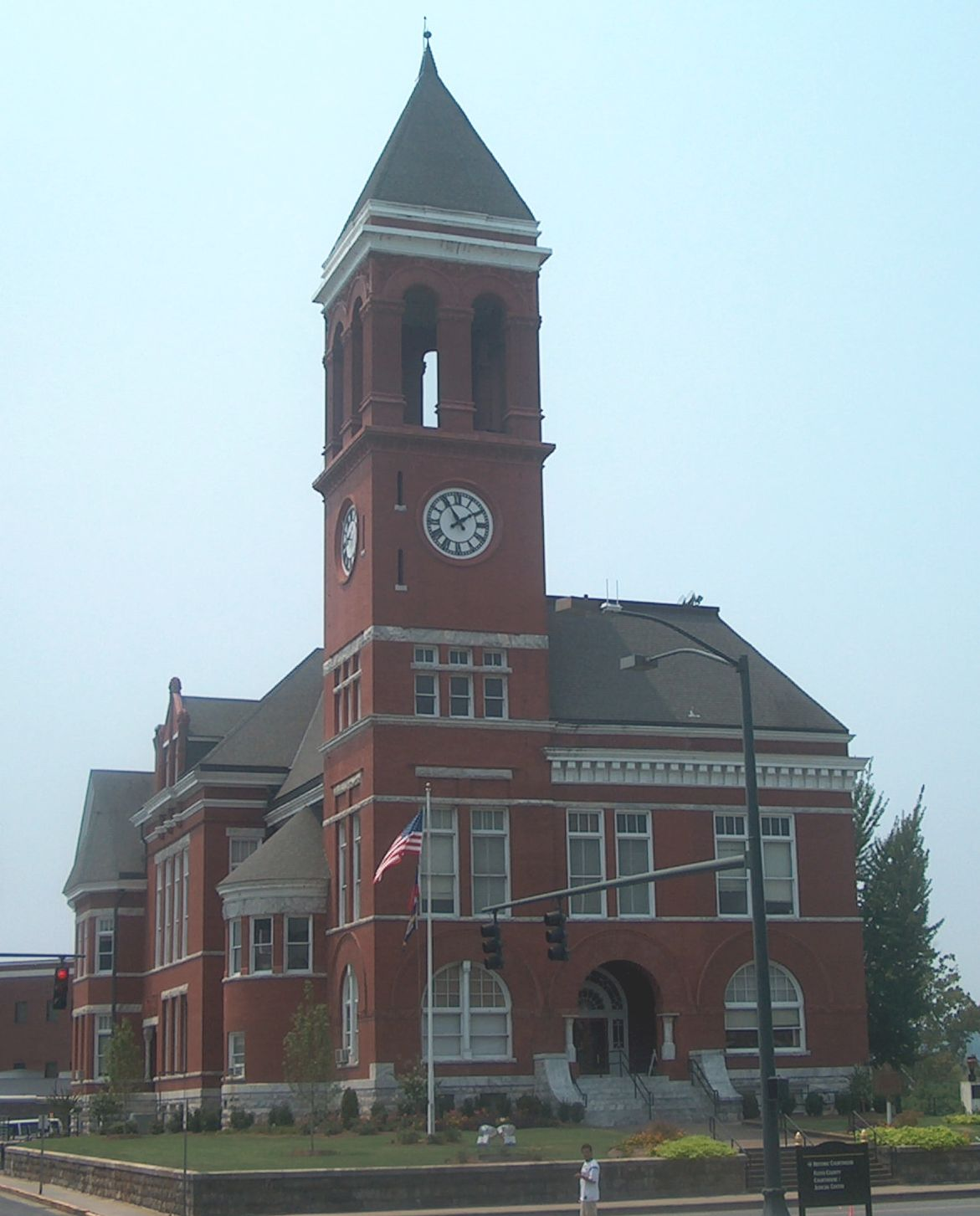
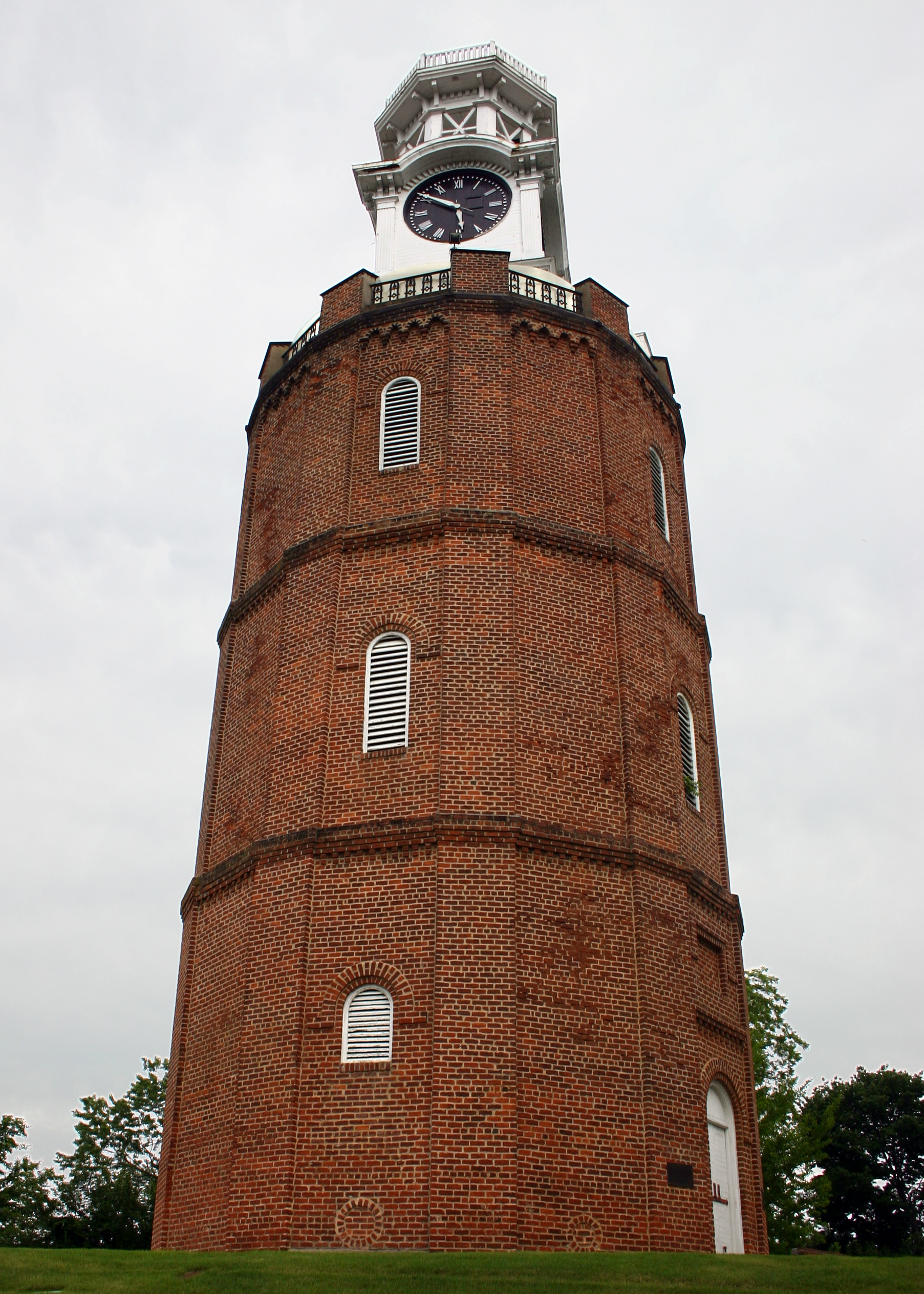
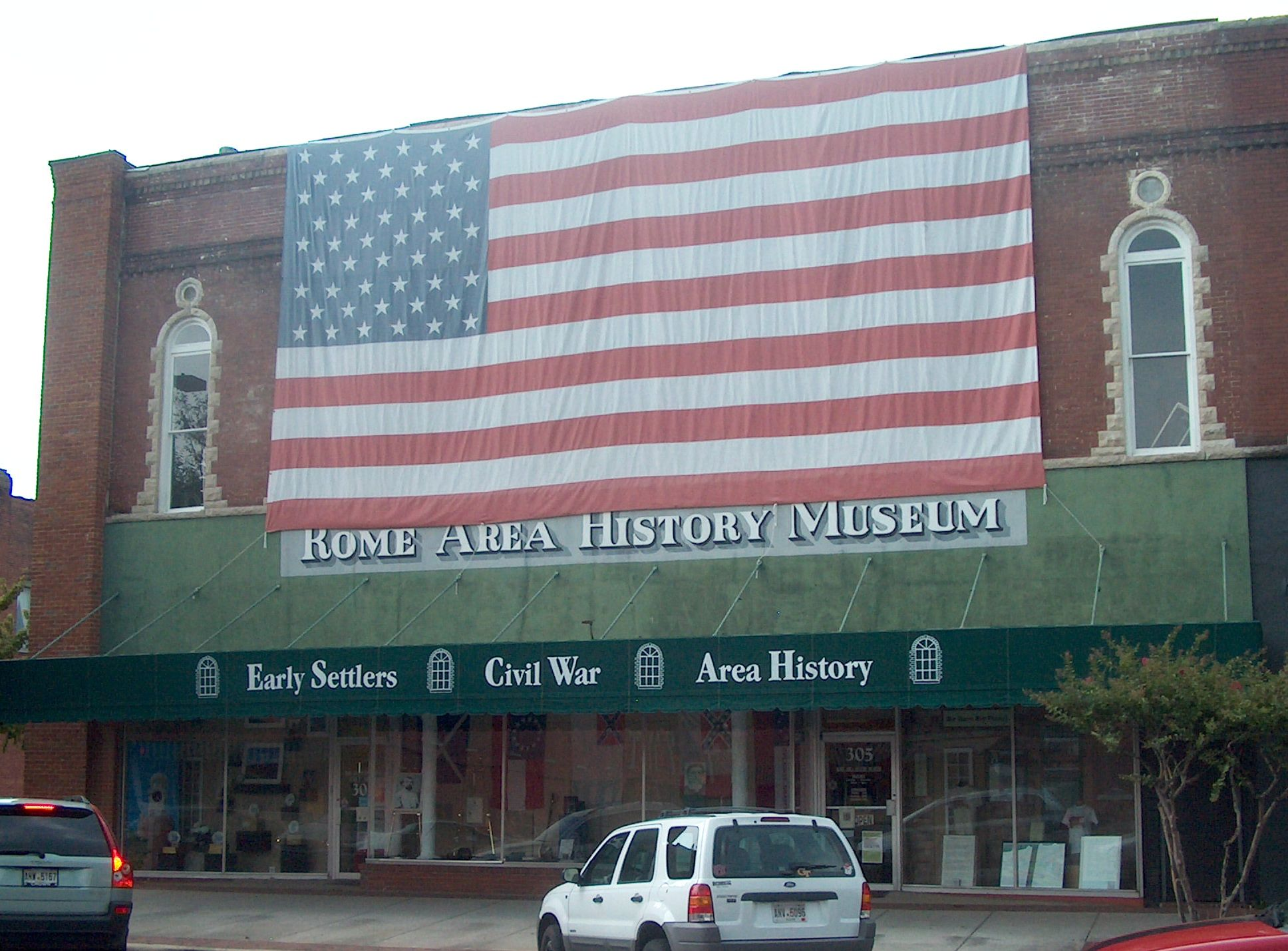
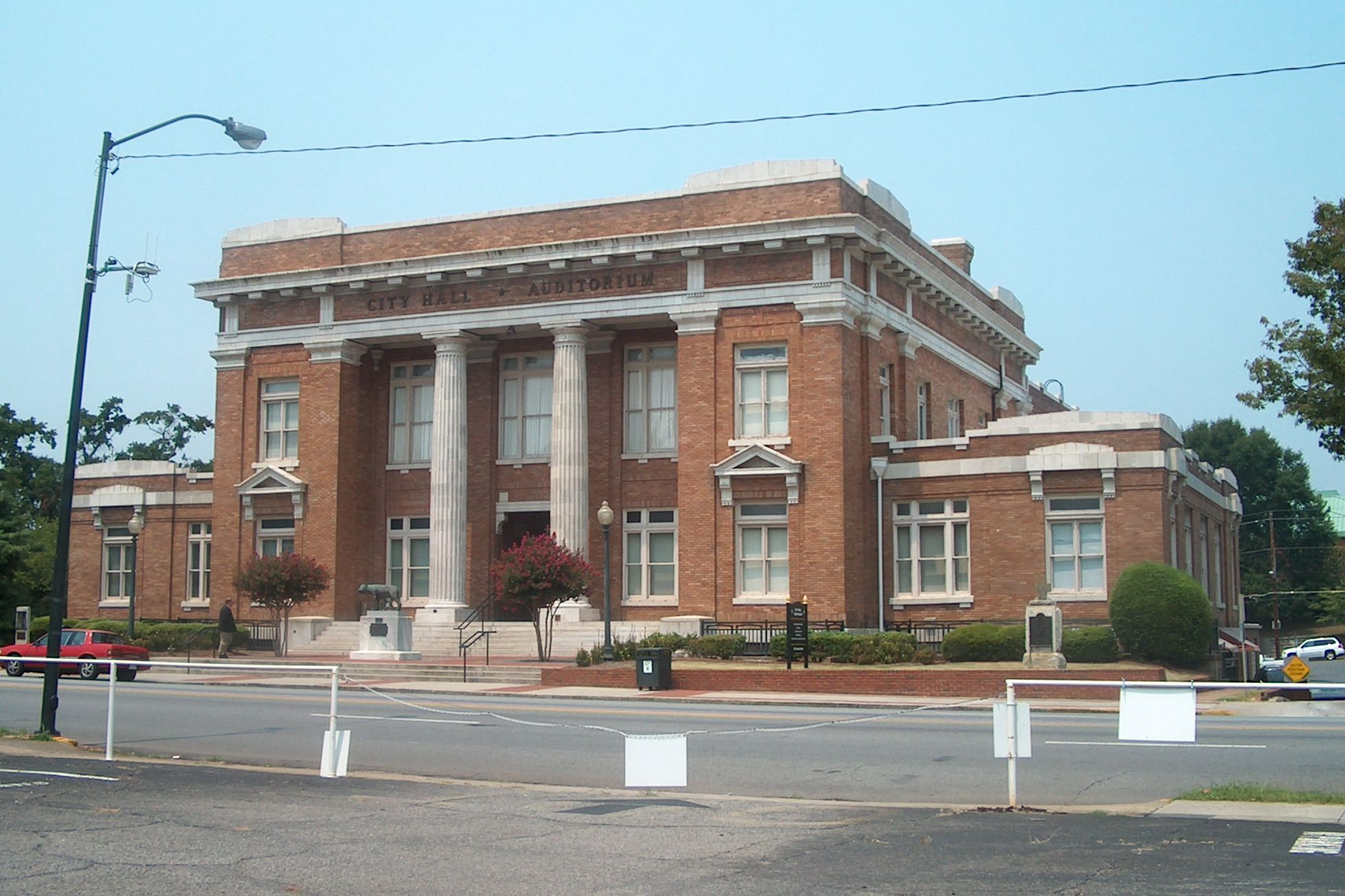
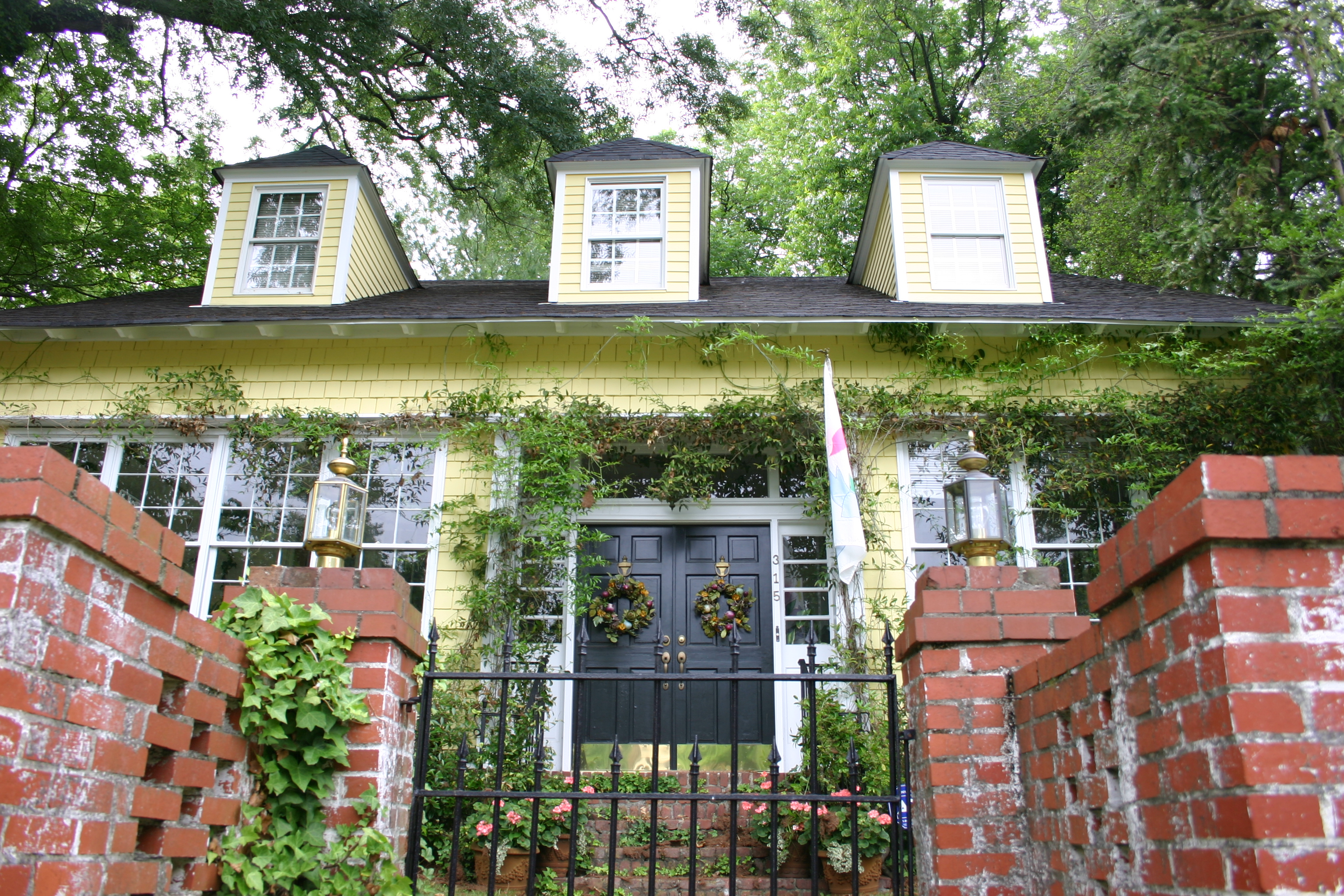
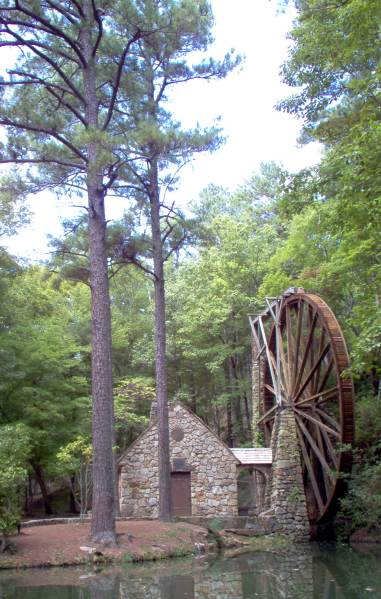
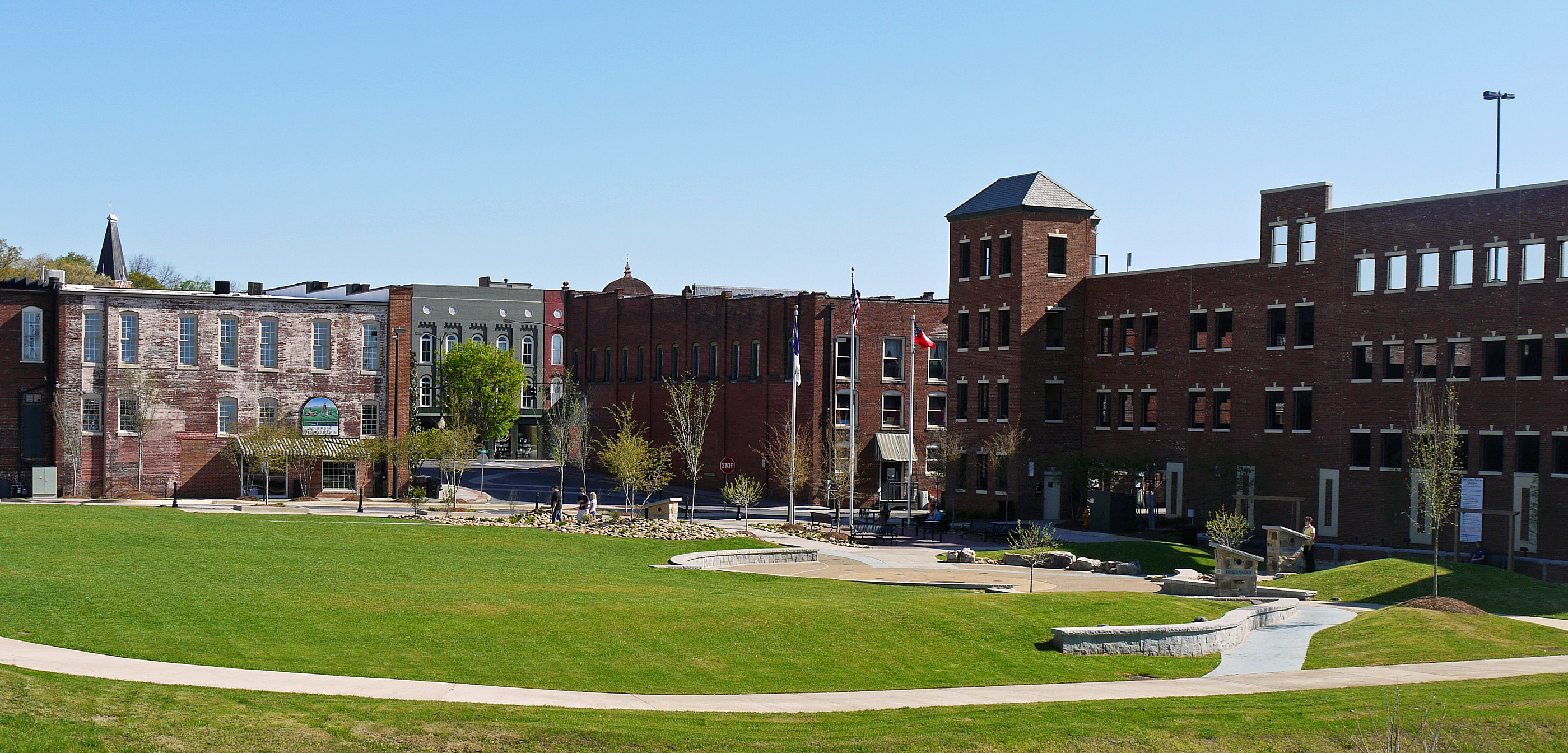
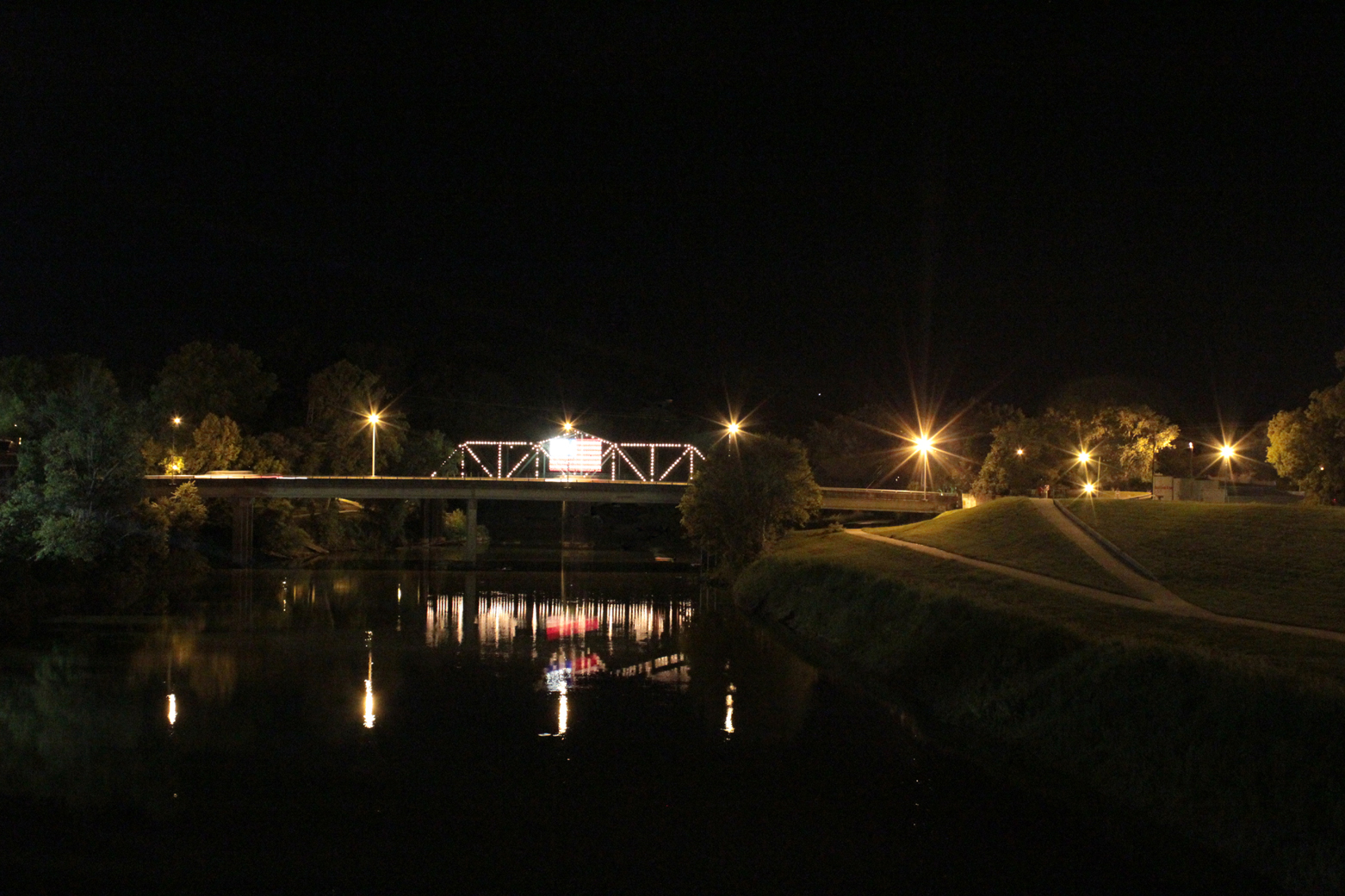
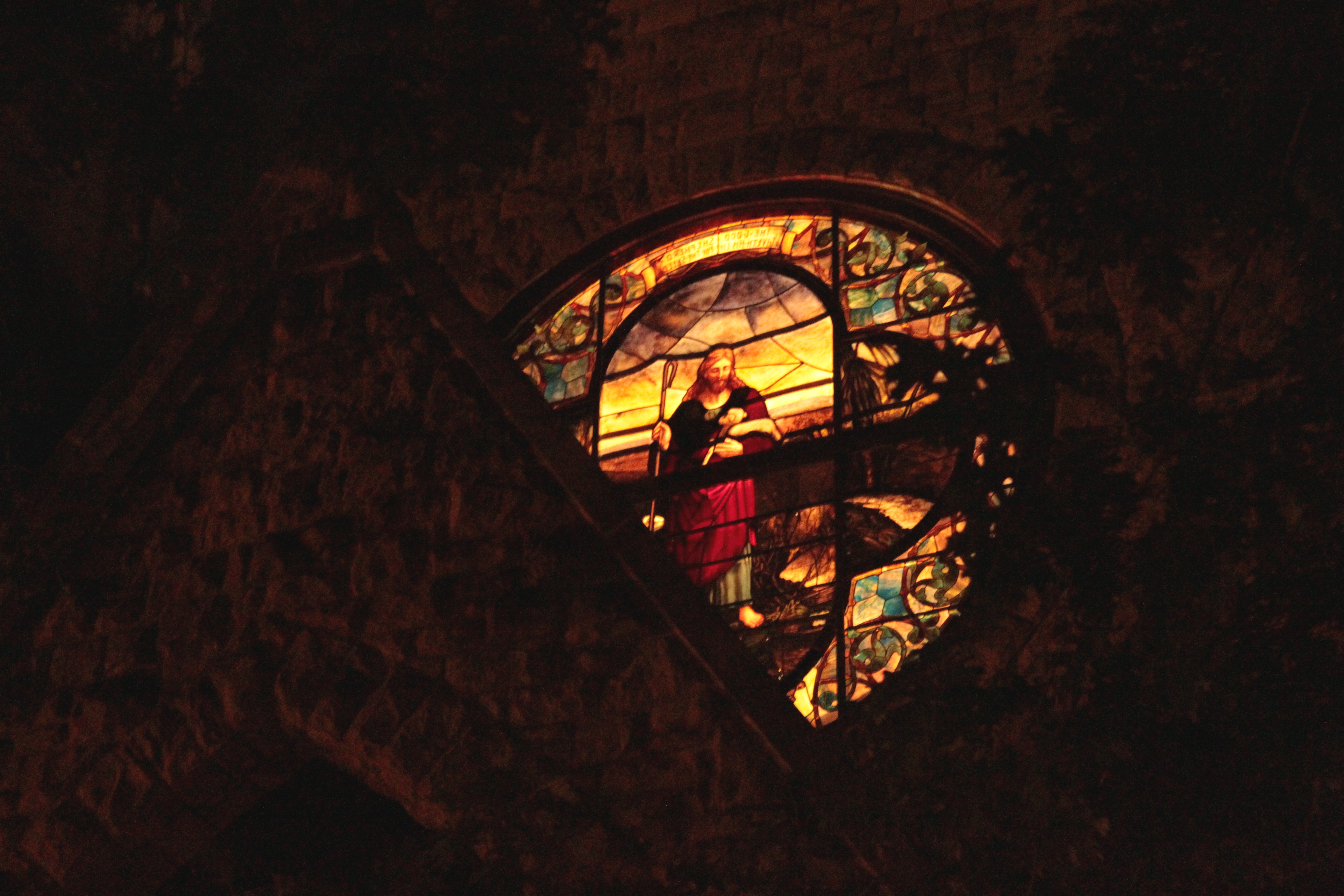